# Лузия
Лу̀зия (на италиански и на венециански: Lusia) е малко градче и община в Северна Италия, провинция Ровиго, регион Венето. Разположено е на 10 m надморска височина. Населението на общината е 3627 души (към 2011 г.).